# Mastic (matériau)
Pour les articles homonymes, voir Mastic.
Le mastic est une sorte de pâte plastique, obtenue par mélange de différentes substances synthétiques ou naturelles qui lui confèrent certaines qualités mécaniques, additionnée de pigments qui lui confère certaines qualités esthétiques, employée pour calfeutrer, réparer, masquer, coller, sceller, calfater, réaliser le jointoiement entre plusieurs éléments. Les mastics s'emploient dans tous les domaines de l'industrie.
Le mastic par exemple sert à stabiliser des matériaux durs et/ou coupants qui pourraient autrement se briser s'ils étaient trop proches les uns des autres. C'est l'usage qui en est fait par les vitriers.

## Matériaux et conditionnement

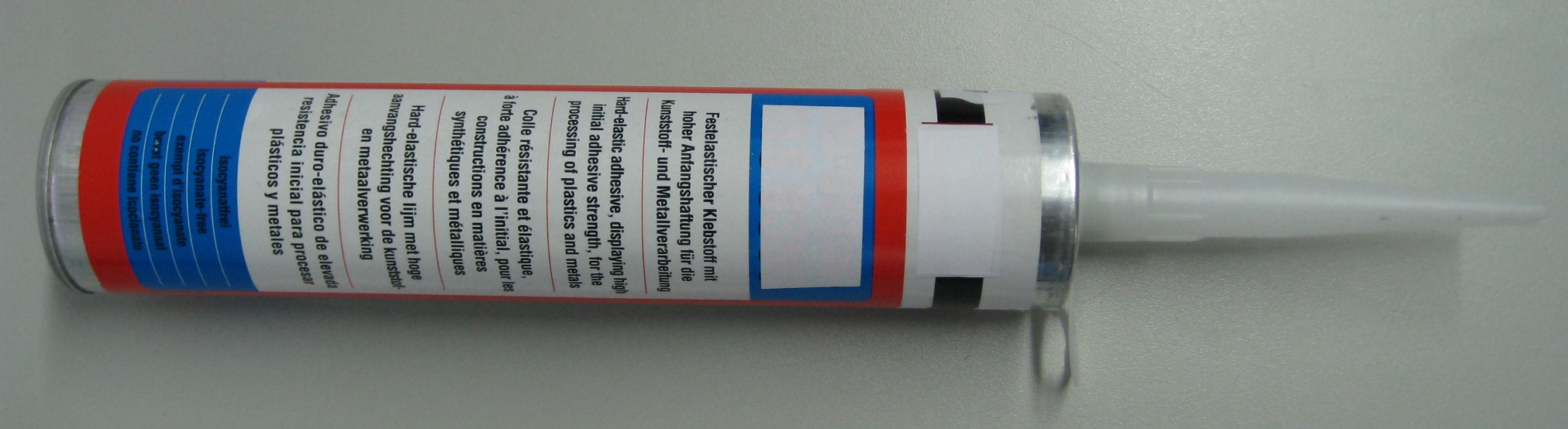
Cartouche de mastic-adhésif de 310 mL.

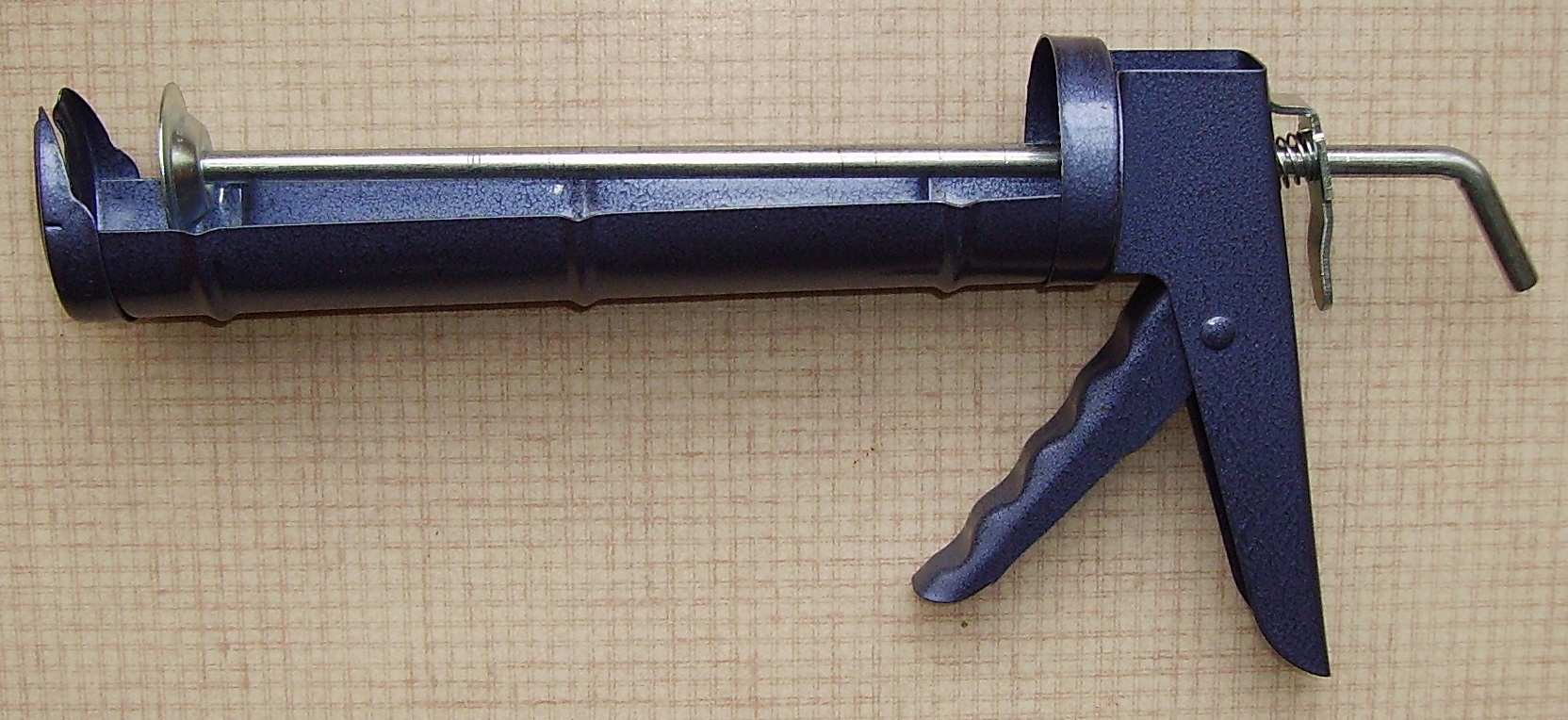
Pistolet à mastic (appelé plus communément pistolet à silicone) utilisé pour appliquer un mastic de faible viscosité en cartouche.

### Mastics anciens
Les mastics largement utilisés en construction étaient, suivant la destination, autrefois composés de :
- charges minérales diverses : craie et blanc d'Espagne ;
- liants organiques : huile de lin, résines diverses : résines végétales, poix et poix résine (colophane), gomme naturelle et gomme laque, cire, cire jaune et cire d'Espagne, suint ;
- liants minéraux : asphalte, argile, plâtre, ciment ou ciment de tuile ;
- additifs divers : limaille de fer, blanc de céruse, litharge ;
- etc.

Additionné de filasse, le mastic servait en fontainerie de joint entre les tuyaux de grès ou en charpenterie navale à réaliser le calfatage et l'enduisage des coques. Le spalme, un enduit-mastic fabriqué par la Manufacture royale du spalme à Carrières-Saint-Denis au XVIIIe siècle, d'abord destiné aux navires, voit par la suite des applications en fontainerie et dans la construction des bâtiments.
À l'intérieur des aqueducs romains, un enduit appelé Maltha était disposé, fait de chaux éteinte dans du vin, et incorporée avec de la poix fondue et des figues fraîches. Le maltha naturel poursuit l'Encyclopédie est une espèce de bitume avec lequel les Asiatiques plâtrent leurs murailles. Lorsqu’il a une fois pris feu, l’eau ne peut plus l’éteindre, et elle ne sert au contraire qu’à le faire brûler avec plus d’ardeur.

### Mastics modernes
À partir des années 1930, les développements donnés par la plasturgie aux matières plastiques permettent de produire des mastics performants par synthèse chimique, qui sont largement employés à partir des années 1950. On distingue :
- les élastomères : silicones, polyuréthanes et hybrides, polysulfures ou à base de thiocol ;
- les plastiques : plastisols PVC, mastics acryliques.

Les ingrédients solides (pulvérulents, granulés, fibres, microsphères, etc.) suivants sont aussi utilisés en formulation de mastics : granulés plastiques, résines tackifiantes ou non, carbonate de calcium synthétique, talc, mica, baryte, lithopone, silice naturelle ou synthétique, fibre de verre, noir de carbone (notamment dans certains caoutchoucs), pigments (dioxyde de titane…), chaux vive, etc.
Les mastics sont désormais fournis en vrac, sous forme de cordons de mastics préformés, de crayon de mastic ou en cartouches à employer avec un pistolet à mastic.

## Applications
Les mastics sont ou ont été employés en construction et dans tous les domaines de l'industrie.

### Marbrerie
En marbrerie, fin XVIIIe siècle, le Mastic désigne une substance servant à remplir les défauts naturels du marbre, ou causés par la taille, ainsi qu'à faire joindre les pièces, à graisser et sceller les ferrements, et à remplir les joints entre des dalles de pierre. On distingue :
- mastic gras: mastic avec lequel on enduit le marbre lorsqu'on le taille, ou qu'on assemble les morceaux pour les faire mieux joindre. Cette pâte est aussi celle qui, en y joignant les couleurs analogues au marbre, est le plus souvent employée à la composition du mastic à reboucher ; on la compose avec de la résine et de la cire jaune, que l'on moule en bâton. On graisse aussi avec ce mastic ou bien avec de la cire jaune seulement le marbre qui est étonné ou qui a des clapis[E 1] ;
- mastic à reboucher: de deux sortes : l'une est composé avec de la poix résine, de la cire jaune, du plâtre et du soufre auquel on ajoute du rouge ou du noir, selon les nuances du marbre ; l'autre est composée de gomme-laque et de cire d'Espagne, ou de gomme seule, mêlée de couleur en poudre semblable à celle du marbre[E 1] ;
- mastic à fontaine: mastic qui sert à sceller de grandes agrafes que l'on rapporte sous les tables de marbre, ainsi qu'à sceller des robinets, à faire des collets de tuyaux, et s'emploie dans toutes parties sujettes à l'humidité. Il se compose avec de la poix résine mêlée de ciment; spalme;
- mastic de limaille: mastic qui sert à remplir les joints des réservoirs ou des caniveaux, et de toute autre partie sujette à l'humidité. On le compose avec de la limaille de fer que l'on fait oxyder au moyen du sel, des aulx, du vinaigre et de l'urine. Une autre espèce de mastic qui sert à remplir les joints des dalles de pierres, dans les endroits non humides se compose avec du ciment de tuile, du blanc de céruse, de la litharge, le tout détrempé avec de l'huile de lin[E 2] ;
- mastiquer. Mettre du mastic dans les fils, cavités ou terrasses qui se rencontrent dans le marbre. Cette opération se fait par les polisseurs : elle est la troisième du poli[E 2] ;
- graisser. Enduire de mastic les goujons et agrafes de fer, pour empêcher l'oxydation en les faisant chauffer à un degré suffisant pour qu'en les frottant le mastic fonde et puisse s'y fixer ; c'est aussi enduire pareillement les marbres terrasseux avant de les tailler[E 3].

### Maçonnerie
Différents recettes de mastics, appelés maltha étaient d'usage chez les Romains pour colmater les fuites des citernes, mais aussi des caldaria et frigidaria. Palladius donne plusieurs recettes:
- poix liquide, suif en quantités égales; faire bouillir l'ensemble dans une marmite jusqu'à ce qu'ils écument; ensuite retirez-les du feu; le mélange refroidi, jetez-y quelques pincées de chaux, et brouillez-le bien pour en faire un seul tout;
- poix dure et cire vierge en quantités égales; une quantité de poix liquide égale à la moitié de ce mélange; terre cuite pulvérisée (tuileau) et fleur de chaux; le tout broyé dans un mortier;
- gomme ammoniaque fondue, figues, étoupe, poix liquide, pilés en sembles;
- gomme ammoniaque et soufre fondus;
- poix dure et de cire blanche, recouvertes de gomme ammoniaque, et promenez un cautère pardessus;
- fleur de chaux et huile;
- fleur de chaux, huile et sang de taureau;
- figues, poix dure et écailles d'huîtres sèches le tout broyé;
- fleur de chaux, mâchefer et sang de bœuf.

Pline a relaté l'usage de chaux éteinte avec du vin, broyée avec de la graisse de porc et des figues. Ammien Marcellin confirme l'usage somptuaire d'éteindre la chaux avec du vin.
En maçonnerie, fin XVIIIe siècle le Mastic désigne un matériau qui sert à stabiliser d'autres matériaux ou à remplir des joints. C'est une composition de diverses substances détrempées avec de l'huile, et qui sert à remplir les joints des pierres employées en dallage et caniveau.

### Vitrerie
En vitrerie, fin XVIIIe siècle, le Mastic désigne un mélange de blanc dit d'Espagne, d'un peu de céruse et d'huile de lin (on employait les fèces, les dépôts qui se forment au fond des barriques d'huile), qui sert à les détremper dans un état de consistance un peu ferme. Le mastic sert à border les carreaux dans les feuillures des fenêtres en place de bandes de papier. Mastiquer. Remplir de mastic les feuillures au pourtour d'un verre. Démastiquer. Ôter le mastic du pourtour des carreaux.
Au XIXe siècle, le mastic réalise l'étanchéité à l'eau à la jonction entre la vitre et le châssis. Autrefois le mastic contribuait à la rigidité de l'ensemble mais ce rôle devient secondaire par la suite par l'emploi de calages et fonds de bourrages. Dans les châssis en PVC ou en métal, le mastic est tout simplement remplacé par des joints en caoutchouc clipsés sur le châssis. Le mastic est de plus en plus souvent du silicone.

### Menuiserie
En menuiserie, au XVIIIe siècle, le Mastic ou Fûtée désigne une espèce de pâte faite avec du blanc d'Espagne et de l'ocre jaune, détrempée ou broyée avec de l'huile de lin ; quelquefois, au lieu d'huile, on se sert de colle claire, afin que quand l'ouvrage doit être peint en détrempe, la futée ne fasse pas des taches à la peinture. La fûtée sert à remplir et à cacher les défauts du bois et de l'ouvrage, comme les givelures, les fentes, les trous de nœuds, et même les joints mal faits, les têtes de cheville, etc.

### En plomberie et fontainerie
En fontainerie, fin XVIIIe siècle, le Mastic désigne un mélange de poix-résine fondue et de ciment fin dont on enduit de la filasse, et avec lequel on enveloppe les nœuds ou joints des tuyaux de grès pour conduite. Il sert aussi à d'autres usages, tels que pour boucher la jointure à l'extrémité d'un tuyau ; ce qu'on nomme « collet ».

### Construction automobile

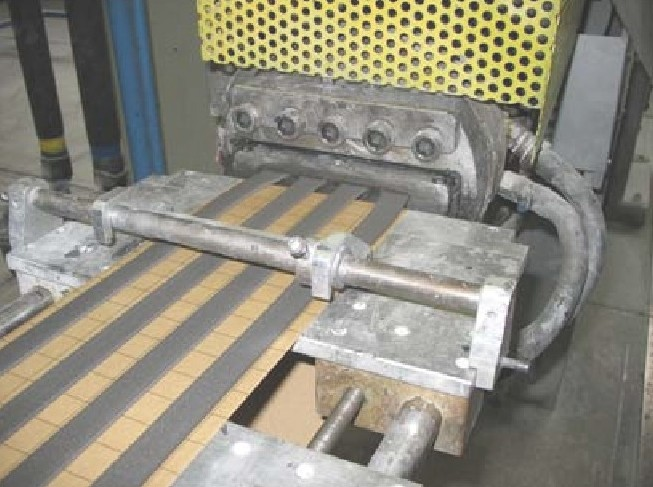
Extrusion de cordons de mastic automobile.

En construction automobile, le mastic est un mélange pâteux souvent complexe, appliqué sur du métal, du plastique ou du verre, souvent cuit en chaîne automobile. Il est formulé suivant un cahier des charges pour assurer une ou plusieurs fonctions (mastic multifonction), ex. : anti-gravillonnage, étanchéité, collage, renfort, insonorisation. Une vingtaine de kilogrammes de mastic est appliquée sur chaque voiture, souvent par robotisation. Voir aussi Caisse en blanc.

### Aéronautique
En construction aéronautique, les mastics (mono-composant durcissant au contact de l'air ou bi-composant durcissant après mélange d'une base et d'un durcisseur) sont utilisés lors des assemblages d'éléments. En particulier en interposition entre deux pièces afin de combler les espaces restants et d'assurer l'étanchéité et la pressurisation de l'avion, et surtout lors de l'installation des fixations (vis, boulons, rivets) en tant que protection contre la corrosion. Une autre application commune est le remplissage des cavités, là où de la condensation est susceptible de se former (protection contre la corrosion).

### Peinture et dorure
En peinture-dorure, le mastic est une résine pure en grain ou en larme, de couleur blanche tirant sur le citron : elle s'emploie dans toutes les sortes de vernis. Sa propriété est, comme celle de la sandaraque, de les rendre plus liants.
Appelé aussi « Gros blanc », le mastic est aussi du blanc de Bougival écrasé, que l'on détrempe avec de la colle tiède pour en former une pâte. Il sert à boucher les trous et autres défectuosités dans les bois et les plâtres que l'on veut peindre à la colle ; on l'emploie après avoir étendu la première couche ou l'encollage. On fait aussi du mastic avec ce même blanc détrempé avec de l'huile. Celui-ci s'emploie après avoir imprimé la première couche du sujet que l'on veut peindre à l'huile.